# Ханаз
Хана́з (дигор. Хæнæзæ, ирон. Хæнæз) — село в Ирафском районе Республики Северная Осетия-Алания. Входит в состав Задалеского сельского поселения.

## География
Расположено в Дигорском ущелье, на правом берегу реки Ираф, на высоком склоне.

## Население
| 2002 | 2010 | 2021 |
| ---- | ---- | ---- |
| 0    | →0   | →0   |

## Достопримечательности
- В 2-3 км юго-западнее села находятся объекты культурного наследия федерального значения (архитектура): склеповый могильник (восемь усыпальниц) и каменная стела, представляющие собой архитектурный комплекс[4].

В самом селе находится объекты культурного наследия федерального значения (архитектура): средневековое жилое здание-замок (галуан) "Цаллати галуан" или замок "Фрегат" Цаллаевых - Фатцаевых.
К объектам культурного наследия регионального значения (архитектура) относятся: святилище «Ханази Уацилла»	в 2-3 км юго-западнее села, архитектурный комплекс в самом Ханазе: башенный склеп, полуподземный двухкамерный склеп, склеп Дзабаевых.
К выявленным объекты культурного наследия (археология) отнесён жертвенный камень у святилища Уацилла-дзуар, находящийся в 1,5 км к югу от села, на вершине горы.

## Транспорт
К селу Ханаз идёт дорога от Верхнего Задалеска и от селений Нар (Нижний и Верхний Нар), Фараската.